# Kulm (Geographie)
Kulm steht allgemein für den Gipfel eines Berges, speziell für einen Kegelberg oder eine Kuppe.
Die Bezeichnung Kulm und ihre Ableitungen gibt es in verschiedenen Gebieten Mitteleuropas. Es handelt sich um Lehnwörter, die je nach Region unterschiedliche Herkunft haben.
- Aus dem lateinischen culmen („Gipfel“, „Bergkuppe“, „Höhepunkt“; zu cŏlŭmen, „etwas Hohes“, vgl. Kulmination) haben sich die in der Schweiz vorkommenden Bezeichnungen Kulm, Chulme(n), Gulm(en) („oberste Bergkuppe“) entwickelt.
- Eine urslawische – rekonstruierte und daher in etymologischem Gebrauch mit «*» gekennzeichnete – Bezeichnung *chъlmъ (auch geschrieben als *xulmu, seinerseits wieder eine frühe Entlehnung aus dem Germanischen, vgl. urgermanisch *hulmaz „Hügel, Anhöhe“, woraus niederdeutsch Holm; letztlich eine Ableitung von der urindogermanischen Verbwurzel *kelH- „aufragen, hochragen“[1]) für einen Hügel, Berg, Felsen entwickelte sich in den Einzelsprachen recht unterschiedlich. Es ist zu finden im sorbischen chołm (vor allem in geographischen Bezeichnungen), im tschechischen chlum (heute in der Bedeutung „(bewaldeter) Hügel“) und im polnischen chelm. Entlehnung als Kulm, Kolm, Kelm und vor allem Golm.
- Auf Albanisch bedeutet Kulm „Dach“, Kulmi i shtëpisë ist das Dach des Hauses.
- Das ungarische „Halom“ bedeutet Hügel, enthalten in den Toponymen Pannonhalma, Köhalma, Hegyeshalom etc. etc. Das ungarische Halom ist das slawische Chlum/Kulm. Sehr viele ungarische Ortsnamen sind slawischer Herkunft, nun ung. umvokalisiert (Tapolca, Komarom, Csorna etc.).

In Nordbayern ist die Wurzel in vielen Siedlungsnamen und Flurbezeichnungen enthalten, vor allem in Bergnamen. Eine Häufung der Flurnamen Kulm gibt es im oberfränkischen Raum zwischen den Städten Forchheim, Bayreuth, Kulmbach und Lichtenfels.
Insbesondere im Ostalpenraum ab der Linie Salzburg-Osttirol, der von der Antike bis zum Ende der Völkerwanderung romanisch-slawisch-germanischer Grenzraum wechselnder Vorherrschaft war, dürften die beiden Wurzeln sich stützen. Bis in den pannonischen Raum ist der Ausdruck Kulm als Bergname sehr häufig.
Daneben ist im gesamten Raum Österreichs, Bayerns und Schwabens eine Umdeutung alter Wurzeln auf den Namen des irischen Missionars Koloman möglich, insbesondere bei Kirchen auf Hügeln, etwa beim Kolomannsberg im Salzkammergut.

## Liste von Ortsnamen
Herkunft aus beiden Sprachfamilien, Ortsnamen sind grob West–Ost sortiert:

### Schweiz
- Kulm, Bezirk des Kantons Aargau
  - Unterkulm, Ort im Bezirk Kulm
  - Oberkulm, Ort im Bezirk Kulm

### Deutschland
- Kulm, Ortsteil der Stadt Saalburg-Ebersdorf, Saale-Orla-Kreis, Thüringen
- Kulm, Ortsteil der Gemeinde Bösenbrunn, Vogtlandkreis, Sachsen
- Kulm, Weiler bei Weißig in der Gemeinde Struppen, Landkreis Sächsische Schweiz-Osterzgebirge, Sachsen
- Untere und Obere Kulm, Weiler der Gemeinde Mistelgau, Landkreis Bayreuth, Bayern
- Kulmain, Ort bei Kemnath, Landkreis Tirschenreuth, Bayern
- Kulmbach, Stadt im Landkreis Kulmbach, Bayern – wohl abgeleitet von Culmin-aha oder Culmna mit der Bedeutung „Bach, der vom Berg herunterkommt“
- Kulmleite, Berghang zwischen Glashütten und Mistelgau, Landkreis Bayreuth, Bayern

### Österreich
- Kulm (Gemeinde Altenberg), Ortschaft von Altenberg bei Linz, Bezirk Urfahr-Umgebung, Oberösterreich
- Kulm (Gemeinde Ardning), Ortsteil von Ardning, Bezirk Liezen, Steiermark
- Kulm (Gemeinde Bad Mitterndorf), Ortsteil von Bad Mitterndorf, Bezirk Liezen, Steiermark
- Kulm (Gemeinde Eberau), Ortsteil der Gemeinde Eberau, Bezirk Güssing, Burgenland
- Kulm (Gemeinde Eberstein), Ortsteil von Eberstein, Bezirk Sankt Veit, Kärnten
- Kulm (Gemeinden Glanegg und Liebenfels), Ort in Kärnten, der durch eine Gemeindegrenze durchschnitten ist und so aus 2 Ortschaften besteht:
  - Kulm (Gemeinde Glanegg), Ortschaft von Glanegg, Bezirk Feldkirchen, Kärnten
  - Kulm (Gemeinde Liebenfels), Ortschaft von Liebenfels, Bezirk Sankt Veit an der Glan, Kärnten
- Kulm (Gemeinde Michaelerberg-Pruggern), Ortsteil von Pruggern , Bezirk Liezen, Steiermark
- Kulm (Gemeinde Ramsau), Ortsteil von Ramsau am Dachstein, Bezirk Liezen, Steiermark
- Kulm (Gemeinde Stubenberg), Ortsteil von Stubenberg, Bezirk Hartberg-Fürstenfeld, Steiermark
- Kulm (Gemeinde Thörl), Ortsteil von Thörl, Bezirk Bruck-Mürzzuschlag, Steiermark
- Kulm (Gemeinde Völkermarkt), Ortschaft von Völkermarkt, Bezirk Völkermarkt, Kärnten
- Kulm (Gemeinde Warth), Katastralgemeinde von Warth, Bezirk Neunkirchen, Niederösterreich
- Kulm am Zirbitz, ehemalige Gemeinde, Teil von Neumarkt in der Steiermark, Bezirk Murau, Steiermark
- Kulm bei Weiz, ehemalige Gemeinde, Teil von Pischelsdorf am Kulm, Bezirk Weiz, Steiermark
- Kulming, Weiler am Fuße des Kulms in Kulm bei Weiz, Bezirk Weiz, Steiermark
- Kulm (Gemeinde Aigen im Ennstal)

### Tschechien
- Chlum-Korouhvice (Chlum-Korowitz), Gemeinde im Okres Žďár nad Sázavou
- Chlum nad Berounkou (Chlum), Gemeinde im Okres Rokycany
- Chlum nad Jihlavou (Chlum), Gemeinde im Okres Třebíč
- Chlum Svaté Maří (Maria Kulm), Gemeinde im Okres Sokolov
- Chlum u Blatné (Kulm), Gemeinde im Okres Strakonice
- Chlum u Blovic (Chlum), Gemeinde im Okres Plzeň-jih
- Chlum u Dubé (Klum), Gemeinde im Okres Česká Lípa
- Chlum u Třeboně (Chlumetz), Gemeinde im Okres Jindřichův Hradec
- Chlum u Vlašimi (Chlum), Gemeinde im Okres Benešov

- Chlum (Hluboká) (Chlum), Ortsteil von Hluboká, Okres Chrudim
- Chlum, Ortsteil von Chlum-Korouhvice, Okres Žďár nad Sázavou
- Chlum, Ortsteil von Krásné, Okres Chrudim
- Chlum, Ortsteil von Nalžovice, Okres Příbram
- Chlum, Ortsteil von Staňkovice u Uhlířských Janovic, Okres Kutná Hora
- Chlum, Ortsteil von Zlín, Okres Zlín
- Chlum dříve Kohout (Hahnberg), Ortsteil von Javorník, Okres Jeseník
- Chlum nad Malší (Chlum), Ortsteil von Svatý Jan nad Malší, Okres České Budějovice
- Chlum pod Táborem (Chlum), Ortsteil von Lomnice nad Popelkou, Okres Semily
- Chlum u Děčína (Kolmen), Ortsteil von Děčín, Okres Děčín
- Chlum u Hartmanic (Chuno), Ortsteil von Hartmanice, Okres Klatovy
- Chlum u Hlinska (Chlum), Ortsteil von Hlinsko v Čechách, Okres Chrudim
- Chlum u Hořic (Chlum), Ortsteil von Hořice v Podkrkonoší, Okres Jičín
- Chlum, Ortsteil von Všestary, Okres Hradec Králové, siehe Chlum (Všestary)
- Chlum u Jistebnice (Chlum), Ortsteil von Jistebnice, Okres Tábor
- Chlum u Křemže (Chlum), Ortsteil von Křemže, Okres Český Krumlov
- Chlum u Letovic (Chlum), Ortsteil von Letovice, Okres Blansko
- Chlum (Klum), Ortsteil von Pšov, Okres Karlovy Vary; siehe Chlum (Pšov)
- Chlum u Rakovníka (Klum), Ortsteil von Pavlíkov, Okres Rakovník, siehe Chlum (Pavlíkov)
- Chlum u Volar (Humwald), Ortsteil von Volary, Okres Prachatice
- Chlum u Zbýšova (Chlum), Ortsteil von Zbýšov v Čechách, Okres Kutná Hora
- Chlum, Grundsiedlungseinheit von Lučice, Okres Havlíčkův Brod

- Chlumy (Chlum), Gemeinde im Okres Plzeň-jih
- Chlumec u Chabařovic (Kulm), Gemeinde im Okres Ústí nad Labem

- Dolní Chlum u Děčína (Stabigt), Ortsteil von Děčín, Okres Děčín
- Přední Chlum (Vorderchlum), Ortsteil von Milešov, Okres Příbram
- Zadní Chlum (Hinterchlum), Ortsteil von Klučenice, Okres Příbram

- Chlum, Wüstung auf dem Gebiet der Stadt Ralsko, Okres Česká Lípa

### Polen
- Chełm, östlich von Lublin unweit der Grenze zur Ukraine
- Chełmno (deutsch Kulm (Culm), Westpreußen), Kreisstadt in der Woiwodschaft Kujawien-Pommern, das Kulmer Recht leitet sich von dem Namen dieser Stadt ab, siehe auch Bistum Kulm
- Chełmno nad Nerem (1941–1944 deutsch Kulmhof am Ner), Ortschaft nahe der Stadt Dąbie in der Woiwodschaft Großpolen, siehe Vernichtungslager Kulmhof

### Ukraine
- Pidhirne (Bolhrad, Tarutyne), (deutsch Kulm) Ortschaft im Rajon Bolhrad, Oblast Odessa

### Griechenland
- Chelmos, ein Berg auf der Peloponnes

### Vereinigte Staaten
- Kulm (North Dakota), Stadt im LaMoure County, North Dakota

## Liste von Bergen und Erhebungen
nach Höhe sortiert:

### Schweiz
- Kulmhotel (3089 m), Hotel an der Endstation der Gornergratbahn bei Zermatt, Kanton Wallis
- Niesen Kulm (2336 m), Bergstation der Niesenbahn bei Spiez, Kanton Bern
- Pilatus Kulm (2073 m), Bergstation der Pilatusbahn bei Luzern, Kantonsgrenze Luzern / Nidwalden / Obwalden
- Niederbauen Kulm (1923 m), Berggipfel am Vierwaldstättersee, Kantonsgrenze Nidwalden / Uri
- Stanserhorn Kulm (1897 m), ehemaliges Hotel auf dem Gipfel des Stanserhorn bei Stans, Kanton Nidwalden
- Rigi Kulm (1797,5 m), Hauptgipfel der Rigi bei Arth, Bezirk Schwyz, Kanton Schwyz
- Harder Kulm (1322 m), Bergstation der Harderbahn bei Interlaken, Kanton Bern
- Uto Kulm (870 m), Gipfel des Uetlibergs bei Zürich, Kanton Zürich

### Liechtenstein
- Kulm (Triesenberg) (1473 m), Pass und Gebirgsgrat ins Saminatal, Gemeinde Triesenberg

### Deutschland
- Rauher Kulm (Niederbayern) (1050,3 m), im Bayerischen Wald bei Böbrach (Bernried), Landkreis Deggendorf, Bayern
- Rauher Kulm (Oberpfalz) (681 m), bei Neustadt am Kulm, Landkreis Neustadt an der Waldnaab, Bayern
- Kulm (Naabgebirge) (626,3 m), im Naabgebirge bei Windpaißing (Nabburg), Landkreis Schwandorf, Bayern
- Kleiner Kulm (626 m), in der Fränkischen Schweiz bei Körbeldorf (Pegnitz), Landkreis Bayreuth, Bayern
- Kulm (Hof) (614 m), auf dem Gebiet der Stadt Hof (Saale), Bayern
- Große Kulm (608,4 m), im Oberpfälzer Wald bei Pamsendorf (Pfreimd), Landkreis Schwandorf, Bayern
- Kleine Kulm (Landkreis Schwandorf) (599 m), im Oberpfälzer Wald bei Trichenricht (Guteneck), Landkreis Schwandorf, Bayern
- Culm oder Culmberg (594 m) bei Gesees, Landkreis Bayreuth, Bayern – erhielt erst im 17. Jahrhundert seinen heutigen Namen Sophienberg; die am Hang des Berges liegenden Einzelhöfe heißen heute noch Obere bzw. Untere Culm
- Kulm (Trockau) (584 m), in der Fränkischen Schweiz bei Trockau (Pegnitz), Landkreis Bayreuth, Bayern
- Kleiner Kulm (Oberpfalz) (563 m), bei Neustadt am Kulm, Landkreis Neustadt an der Waldnaab, Bayern
- Kulm (Scheßlitz) (559,1 m), in der Fränkischen Schweiz bei Neudorf bei Scheßlitz, Landkreis Bamberg, Bayern
- Kulm (Wattendorf) (555,1 m), in der Frankenalb bei Schneeberg (Wattendorf), Landkreis Bamberg, Bayern
- Kulm (Weidenberg) (543,2 m), bei Weidenberg, Landkreis Bayreuth, Bayern
- Kulm (Lichtenfels) (535,7 m), in der Frankenalb bei Eichig (Lichtenfels), Landkreis Lichtenfels, Bayern
- Kulm (530 m), Berg in der Fränkischen Schweiz nordöstlich von Tiefenstürmig, Landkreis Forchheim, Bayern
- Kulm (Eggolsheim) (517 m), in der Fränkischen Schweiz bei Götzendorf (Eggolsheim), Landkreis Forchheim, Bayern
- Kulm (Stadelhofen) (512,2 m), in der Frankenalb bei Roßdorf am Berg, Landkreis Bamberg, Bayern
- Kulm (Weismain) (484,4 m), in der Frankenalb bei Altendorf (Weismain), Landkreis Lichtenberg, Bayern
- Kulm (Saalfeld) (481,9 m), bei Saalfeld/Saale, Landkreis Saalfeld-Rudolstadt, Thüringen
- Kulm (Schwarzenfeld) (432 m), in der Bodenwöhrer Bucht bei Ödhof (Schwarzenfeld), Landkreis Schwandorf, Bayern

### Österreich
- Kulmkogel (1410 m), Teichalm–Sommeralm, an der Grenze der Bezirke Weiz und Bruck-Mürzzuschlag
- Kulmkogel (1123 m), im Salzkammergut bei Tauplitz/Bad Mitterndorf, Bezirk Liezen, Steiermark
- Kulm (Pruggern) (1090 m), Vorberg des Stoderzinken im Dachsteinmassiv, bei Michaelerberg-Pruggern, Bezirk Liezen, Steiermark
- Kulm (Oststeiermark) (975 m), bei Puch bei Weiz an der Grenze der Bezirke Weiz und Hartberg-Fürstenfeld, Steiermark
- Kulm (Aigen) (918 m), bei Aigen im Ennstal, Bezirk Liezen, Steiermark (archäologische Ausgrabungsstätte)
- Kulm (Trofaiach) (887 m), bei Trofaiach, Bezirk Leoben, Steiermark (archäologische Ausgrabungsstätte)
- Kulm (Frauenstein) (873 m), in Frauenstein (Kärnten), Bezirk Sankt Veit an der Glan, Kärnten
- Kulmleiten (811 m), Hügel im Ennstal bei Gröbming, Bezirk Liezen, Steiermark
- Kulm (Ardning) (760 m), Talberg in Ardning, Bezirk Liezen, Steiermark; mit Wallfahrtskirche Frauenberg an der Enns

### Tschechien
- Zlatý Chlum (875 m), deutsch Goldkoppe, im Altvatergebirge, Okres Jeseník